# グラーベン (シュヴァーベン)
グラーベン (ドイツ語: Graben) は、ドイツ連邦共和国バイエルン州シュヴァーベン行政管区のアウクスブルク郡に属す町村（以下、本項では便宜上「町」と記述する）である。この町はフッガー家の故地である。

## 地理

### 位置
首邑は、アウクスブルクの南約 20 km のレヒ川とヴェルタハ川との間のレヒフェルトに位置している。グラーベンの約 5 km 西にシュヴァープミュンヘンがある。

### 自治体の構成
自治体グラーベンは、2つのゲマインデタイル（地理上の地区）からなる。
- グラーベン
- ラーガーレヒフェルト、北部部分

## 歴史

### 自治体成立まで
955年にレヒフェルトの戦いが行われた。1063年にグラーベン村の最初の文献記録が ecclesia Grabon としてなされた。この地名は、ローマ時代の水道と関連付けられる（訳注: Graben はドイツで「堀」、「溝」を意味する）。考古学的痕跡が正しければ、深さ 3.5 m、幅 7-8 m、平均勾配約3パーミルでフルラハの水源地区から 35 km 離れた Augusta Vindelicum（現在のアウクスブルク）まで水が引かれたが、ローマ人撤退後に崩壊した。
グラーベンは文化財として保護されているローマ街道 Via Claudia Augusta 沿いに位置している。集落や隣接する野原をまっすぐに通るローマ街道は現在でも明らかに判別できる。
アウクスブルク司教ハインリヒ2世は、2フーフェンの農場を持つ教会をアウクスブルク聖堂参事会に遺贈した。1100年頃には騎士家「derer von Graben」が聖堂参事会の名でグラーベンを治めていた。1170年にマルシュテッテン伯がグラーベンの土地を購入した。1350年にグラーベンに聖堂参事会の役所が設けられた。教区教会は1354年に新築された。
1367年にグラーベンの織布業者ハンス・フッガーがアウクスブルクへ移り住み、1386年にアウクスブルク織布ツンフトの初代会長となった。これが後のフッガー経済帝国の礎となった。現在グラーベンの紋章には、ノロジカのフッガー家とユリのフッガー家、両フッガー家のシンボルが組み合わされている。ユリのフッガー＝バーベンハウゼン家の当主は、1899年以降、自動的にグラーベンの名誉町民とされる。ルーカス・フッガーは1504年にグラーベンに戻った。この年にグラーベンの教会が改築された。
教会周辺の墓地は1513年に、教会要塞に改造された。グラーベンの農民は1525年のドイツ農民戦争に参加した。1625年にペストがこの町で流行した。1635年にもこの疫病が再発した。グラーベンの人口は80人程度であった。1648年にスウェーデン＝フランス軍がグラーベンを占領した。グラーベンで最初の学校は1769年に記録されている。1772年にチフスが流行し、30人が亡くなった。1800年にはナポレオン軍がグラーベンを占領した。
アウクスブルク聖堂参事会は1803年までグラーベンの領主権を行使していた。帝国代表者会議主要決議によりこの村はバイエルン領となった。バイエルン王国の行政改革に伴う1818年の自治体令によって現在の自治体が成立した。

### 19世紀から20世紀
1864年から、グラーベンに属すレヒフェルトに軍隊が配備された。1912年からは、ここで軍事飛行が始まった。1956年7月7日からドイツ連邦軍が正式にこの町に駐屯している。これ以後、ラーガーレヒフェルトは再び軍用飛行場となり、ドイツ連邦軍の情報技術学校教育グループAおよび第32戦闘爆撃機航空団の所在地となった。
1978年にグラーベンは、自治体再編によってレヒフェルト行政共同体に属すこととなったが、1994年に再び単独の自治体となった。

## 住民

### 人口推移
1988年から2008年までの間にグラーベンの人口は1,601人 約 88 % 増加した。1988年から2018年までの間にグラーベンの人口は1,817人から3,996人へ、2,179人 約119.9 % 増加した。これはこの期間の郡内で最大の人口増加率であった。

## 行政

### 首長
2008年からアンドレアス・シャーフ (Bündnis Lechfeld/CSU) が町長を務めている。彼は2020年3月15日の選挙でさらに6年の任期を獲得した。彼の前任者はハンス・ヴィンクラー (CSU) であった。

### 議会
町議会は16人の議員からなる。これに町長が参加者・議長として加わる。

### 紋章
図柄: 青地。銀のシャベルの歯の上に直立する金のノロジカ。その上の向かって右上に金のユリ。
紋章の由来: 1810年頃の「Gemeindeverwaltung Graben」（グラーベン行政府）の文言が記された小さな印章が存在するが、そこでは盾の中にシャベルが描かれていた。シャベルは、11世紀にはすでに文書化された地名に由来しており、「bei den Gräben」（直訳: 溝の近く）を意味している。これは古い水利施設に由来するもので、おそらくローマ時代に起源を持つ。帝国紋章局は1837年に紋章の使用を認めたが、この町と旧帝国都市アウクスブルクとの緊密な交易関係を示すためにアウクスブルクの色である赤と緑で配色するよう要望した。この提案にしたがって、紋章は、緑地に赤い柱が描かれ、その中に銀色のシャベルが配置された。ルートヴィヒ1世王は1837年9月29日に署名により新たに紋章と印章の使用を許可した。新しい紋章には、町の伝統的な象徴であるシャベルが描かれているものの、さらに町の歴史を詳しく表現する要素がほしいと考えた。グラーベンはフッガー家の故地である。15世紀半ばにユリのフッガー家とノロジカのフッガー家に分かれた後、グラーベンの土地所有者も分かれていた。これを両家の象徴であるノロジカとユリ、さらには金と青の配色で表現した。
この紋章は1837年から用いられている。

## 文化と見所

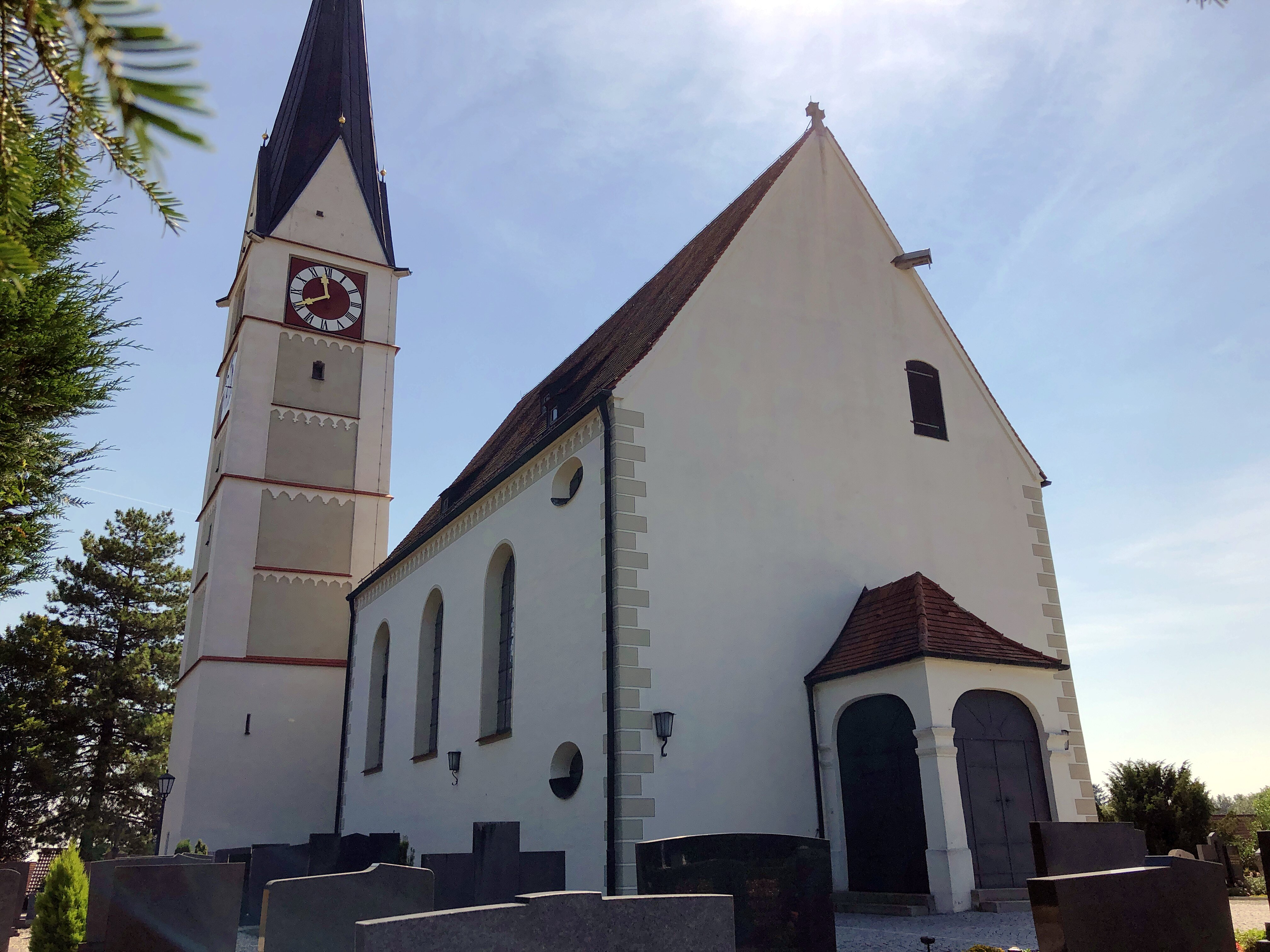
聖ウルリヒおよびアフラ教区教会

### 建築文化財
- 教区教会 聖ウルリヒおよびアフラ教会

## 経済と社会資本

### 学校と幼稚園
- グラーベン基礎課程学校
- プフィッフィクス
- ヴィラ・クンターブント

### 経済

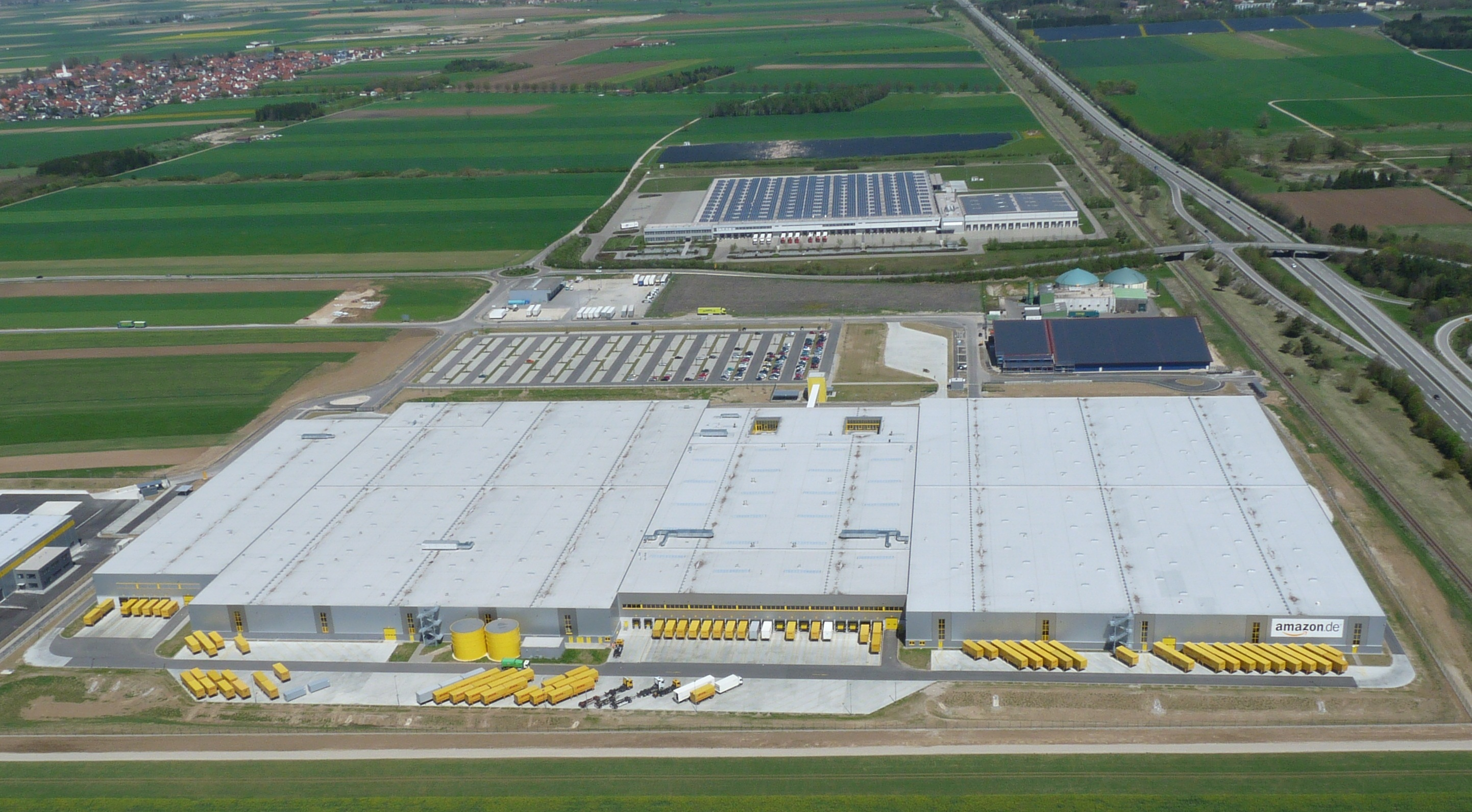
Amazon流通センター。奥はAldiの流通センター。（2012年）

通販業者 amazon.com は2011年に連邦道17号線に隣接するレヒフェルト産業地区に流通センターをオープンした。2012年5月現在、ここでは1200人が就労し、2011年のクリスマスシーズンにはさらに約1300人の短期就労者が追加された。ここに存在する Lidl、Aldi Süd（クラインアイティンゲン）および DHL といった企業の流通センターの交通技術上の開発のために、2012年10月に鉄道ボービンゲン - カウフェリング線のグラーベン (レヒフェルト) 産業パーク駅が設けられた。